# Fraxinus dimorpha
Fraxinus dimorpha — вид листопадних дерев родини маслинових (Oleaceae).

## Поширення
Дерево є ендеміком долини річки Уріка у горах Високий Атлас на межі Марокко та Алжиру. Ліс, що складається з цього дерева є домівкою для зникаючого виду мавп — Макака лісовий.

## Опис
Дерево середнього розміру до 13 м заввишки.

## Таксономія
Fraxinus dimorpha описали Ернест Сен-Шарль Коссон і Мішель Шарль Дюрьє де Мезоннев в 1855 році.